# Liste des municipalités de l'Acadie
Voici une liste non officielle des municipalités de l'Acadie.
- Haut – A
- B
- C
- D
- E
- F
- G
- H
- I
- J
- K
- L
- M
- N
- O
- P
- Q
- R
- S
- T
- U
- V
- W
- X
- Y
- Z

## Liste
| Nom                                | Province                | Population | Superficie (km²) | Type de municipalité                     | Constitution | Langue officielle                     |
| ---------------------------------- | ----------------------- | ---------- | ---------------- | ---------------------------------------- | ------------ | ------------------------------------- |
| Abrams-Village                     | Île-du-Prince-Édouard   |            |                  | Village                                  |              | Aucune                                |
| Acadieville, paroisse de           | Nouveau-Brunswick       |            |                  | DSL                                      |              | Aucune (français de facto)            |
| Aldouane                           | Nouveau-Brunswick       |            |                  | DSL                                      |              | Aucune (français de facto)            |
| Allardville                        | Nouveau-Brunswick       |            |                  | DSL                                      |              | Aucune (français de facto             |
| Alnwick, paroisse d'               | Nouveau-Brunswick       |            |                  | DSL                                      |              | Aucune (français de facto)            |
| L'Anse-aux-Canards–Maisons-d'Hiver | Terre-Neuve-et-Labrador |            |                  | DSL                                      |              | Aucune                                |
| Anse-Bleue                         | Nouveau-Brunswick       |            |                  | DSL                                      |              | Aucune (français de facto)            |
| Argyle                             | Nouvelle-Écosse         |            |                  | Municipalité de district                 |              | Aucune                                |
| Atholville                         | Nouveau-Brunswick       |            |                  | Village                                  |              | Français et anglais                   |
| Baie-du-Petit-Pokemouche           | Nouveau-Brunswick       |            |                  | DSL                                      |              | Aucune (français de facto)            |
| Baie-Sainte-Anne                   | Nouveau-Brunswick       |            |                  | DSL                                      |              | Aucune (français de facto)            |
| Baker-Brook                        | Nouveau-Brunswick       |            |                  | Village                                  |              | Français                              |
| Baker-Brook, paroisse de           | Nouveau-Brunswick       |            |                  | DSL                                      |              | Aucune (français de facto)            |
| Balmoral                           | Nouveau-Brunswick       |            |                  | Village                                  |              | Français                              |
| Balmoral-Maltais                   | Nouveau-Brunswick       |            |                  | DSL                                      |              | Aucune (français de facto)            |
| Balmoral–Saint-Maure               | Nouveau-Brunswick       |            |                  | DSL                                      |              | Aucune (français de facto)            |
| Bas-Caraquet                       | Nouveau-Brunswick       |            |                  | Village                                  |              | Français                              |
| Bathurst                           | Nouveau-Brunswick       |            |                  | Cité                                     | 1966         | Français et anglais                   |
| Bathurst, paroisse de              | Nouveau-Brunswick       |            |                  | DSL                                      |              | Aucune (français de facto)            |
| Beaubassin-Est                     | Nouveau-Brunswick       |            |                  | Communauté rurale                        | 1995         | Français                              |
| Belle Côte                         | Nouvelle-Écosse         |            |                  | Aucun (inclut dans le comté d'Inverness) |              | Aucune                                |
| Belledune                          | Nouveau-Brunswick       |            |                  | Village                                  |              | Anglais                               |
| Benoit                             | Nouveau-Brunswick       |            |                  | DSL                                      |              | Aucune (français de facto)            |
| Beresford                          | Nouveau-Brunswick       |            |                  | Ville                                    |              | Français                              |
| Beresford, paroisse de             | Nouveau-Brunswick       |            |                  | DSL                                      |              | Aucune (français de facto)            |
| Bertrand                           | Nouveau-Brunswick       |            |                  | Village                                  |              | Français                              |
| Blair-Athol                        | Nouveau-Brunswick       |            |                  | DSL                                      |              | Aucune (français de facto)            |
| Bouctouche                         | Nouveau-Brunswick       |            |                  | Ville                                    |              | Français                              |
| Brantville                         | Nouveau-Brunswick       |            |                  | DSL                                      |              | Aucune (français de facto)            |
| Campbellton                        | Nouveau-Brunswick       |            |                  | Cité                                     | 1889         | Français et anglais                   |
| Cap-Bateau                         | Nouveau-Brunswick       |            |                  | DSL                                      |              | Aucune (français de facto)            |
| Cap-de-Richibouctou                | Nouveau-Brunswick       |            |                  | DSL                                      |              | Aucune (français de facto)            |
| Cap-de-Shédiac                     | Nouveau-Brunswick       |            |                  | DSL                                      |              | Aucune (français de facto)            |
| Cap-Pelé                           | Nouveau-Brunswick       |            |                  | Village                                  |              | Français                              |
| Cap-Saint-Georges                  | Terre-Neuve-et-Labrador |            |                  | Ville                                    |              | Français et anglais                   |
| Caraquet                           | Nouveau-Brunswick       |            |                  | Ville                                    |              | Français                              |
| Caraquet, paroisse de              | Nouveau-Brunswick       |            |                  | DSL                                      |              | Aucune (français de facto)            |
| Charlo                             | Nouveau-Brunswick       |            |                  | Village                                  |              | Français et anglais                   |
| Chéticamp                          | Nouvelle-Écosse         |            |                  | Aucun (inclut dans le comté d'Inverness) |              | Aucune                                |
| Chemin-Coteau                      | Nouveau-Brunswick       |            |                  | DSL                                      |              | Aucune (français de facto)            |
| Chemin-Scoudouc                    | Nouveau-Brunswick       |            |                  | DSL                                      |              | Aucune (français de facto)            |
| Chezzetcook                        | Nouvelle-Écosse         |            |                  | Aucun (inclut dans Halifax)              |              | Aucune                                |
| Chiasson-Savoy                     | Nouveau-Brunswick       |            |                  | DSL                                      |              | Aucune (français de facto)            |
| Clair                              | Nouveau-Brunswick       |            |                  | Village                                  |              | Français                              |
| Clair, paroisse de                 | Nouveau-Brunswick       |            |                  | DSL                                      |              | Aucune (français de facto)            |
| Clare                              | Nouvelle-Écosse         |            |                  | Municipalité de district                 |              | Français et anglais                   |
| Cocagne                            | Nouveau-Brunswick       |            |                  | DSL                                      |              | Aucune (français de facto)            |
| Collette                           | Nouveau-Brunswick       |            |                  | DSL                                      |              | Aucune (français de facto)            |
| Dalhousie                          | Nouveau-Brunswick       |            |                  | Ville                                    |              | Français et anglais                   |
| Dalhousie, paroisse de             | Nouveau-Brunswick       |            |                  | DSL                                      |              | Aucune (français de facto)            |
| Denmark, paroisse de               | Nouveau-Brunswick       |            |                  | DSL                                      |              | Aucune (français et anglais de facto) |
| Dieppe                             | Nouveau-Brunswick       |            |                  | Cité                                     | 1952         | Français et anglais                   |
| Dorchester, paroisse de            | Nouveau-Brunswick       |            |                  | DSL                                      |              | Aucune (français et anglais de facto) |
| Drummond                           | Nouveau-Brunswick       |            |                  | Village                                  |              | Français                              |
| Drummond, paroisse de              | Nouveau-Brunswick       |            |                  | DSL                                      |              | Aucune (français de facto)            |
| Dugas                              | Nouveau-Brunswick       |            |                  | DSL                                      |              | Aucune (français de facto)            |
| Dundas, paroisse de                | Nouveau-Brunswick       |            |                  | DSL                                      |              | Aucune (français de facto)            |
| Dundee                             | Nouveau-Brunswick       |            |                  | DSL                                      |              | Aucune (français de facto)            |
| Dunlop                             | Nouveau-Brunswick       |            |                  | DSL                                      |              | Aucune (français de facto)            |
| Edmundston                         | Nouveau-Brunswick       |            |                  | Cité                                     | 1952         | Français et anglais                   |
| Eel River Crossing                 | Nouveau-Brunswick       |            |                  | Village                                  |              | Français                              |
| Eldon, paroisse d'                 | Nouveau-Brunswick       |            |                  | DSL                                      |              | Aucune (français et anglais de facto) |
| Escuminac                          | Nouveau-Brunswick       |            |                  | DSL                                      |              | Aucune (français de facto)            |
| Évangéline                         | Nouveau-Brunswick       |            |                  | DSL                                      |              | Aucune (français de facto)            |
| Fair Isle                          | Nouveau-Brunswick       |            |                  |                                          |              | Aucune (français de facto)            |
| Gauvreau–Petit-Tracadie            | Nouveau-Brunswick       |            |                  | DSL                                      |              | Aucune (français de facto)            |
| Grande-Anse                        | Nouveau-Brunswick       |            |                  | Village                                  |              | Français                              |
| Grande-Digue                       | Nouveau-Brunswick       |            |                  | DSL                                      |              | Aucune (français de facto)            |
| Grand-Saint-Antoine                | Nouveau-Brunswick       |            |                  | DSL                                      |              | Aucune (français de facto)            |
| Grand-Sault                        | Nouveau-Brunswick       |            |                  | Ville                                    |              | Français (bilingue de facto)          |
| Grand-Sault, paroisse de           | Nouveau-Brunswick       |            |                  | DSL                                      |              | Aucune (français et anglais de facto) |
| La Grand'Terre                     | Terre-Neuve-et-Labrador |            |                  | DSL                                      |              |                                       |
| Grimmer, paroisse de               | Nouveau-Brunswick       |            |                  | DSL                                      |              | Aucune (français de facto)            |
| Harcourt                           | Nouveau-Brunswick       |            |                  | DSL                                      |              | Aucune (français de facto)            |
| Haut-Lamèque                       | Nouveau-Brunswick       |            |                  | DSL                                      |              | Aucune (français de facto)            |
| Haut-Rivière-du-Portage            | Nouveau-Brunswick       |            |                  | DSL                                      |              | Aucune (français de facto)            |
| Haut-Sheila                        | Nouveau-Brunswick       |            |                  | DSL                                      |              | Aucune (français de facto)            |
| Haut-Shippagan                     | Nouveau-Brunswick       |            |                  | DSL                                      |              | Aucune (français de facto)            |
| Havre-Boucher                      | Nouvelle-Écosse         |            |                  | Village                                  |              | Aucune                                |
| Inkerman                           | Nouveau-Brunswick       |            |                  | DSL                                      |              | Aucune (français de facto)            |
| Kedgwick                           | Nouveau-Brunswick       |            |                  | Village                                  |              | Français                              |
| Lac-Baker                          | Nouveau-Brunswick       |            |                  | Village                                  |              | Français                              |
| Lac-Baker, paroisse de             | Nouveau-Brunswick       |            |                  | DSL                                      |              | Aucune (français de facto)            |
| Lamèque                            | Nouveau-Brunswick       |            |                  | Ville                                    |              | Français                              |
| Landry                             | Nouveau-Brunswick       |            |                  | DSL                                      |              | Aucune (français de facto)            |
| Laplante                           | Nouveau-Brunswick       |            |                  | DSL                                      |              | Aucune (français de facto)            |
| Leech                              | Nouveau-Brunswick       |            |                  | DSL                                      |              | Aucune (français de facto)            |
| Le Goulet                          | Nouveau-Brunswick       |            |                  | Village                                  |              | Français                              |
| Madawaska, paroisse de             | Nouveau-Brunswick       |            |                  | DSL                                      |              | Aucune (français de facto)            |
| Madran                             | Nouveau-Brunswick       |            |                  | DSL                                      |              | Aucune (français de facto)            |
| Maisonnette                        | Nouveau-Brunswick       |            |                  | Village                                  |              | Français                              |
| Maltempèque                        | Nouveau-Brunswick       |            |                  | DSL                                      |              | Aucune (français de facto)            |
| Memramcook                         | Nouveau-Brunswick       |            |                  | Village                                  |              | Français                              |
| Miminegash                         | Île-du-Prince-Édouard   |            |                  | Municipalité                             |              | Aucune                                |
| Miscouche                          | Île-du-Prince-Édouard   |            |                  | Municipalité                             |              | Aucune                                |
| Moncton                            | Nouveau-Brunswick       |            |                  | Cité                                     |              | Français et anglais                   |
| Néguac                             | Nouveau-Brunswick       |            |                  | Village                                  |              | Français                              |
| Nigadoo                            | Nouveau-Brunswick       |            |                  | Village                                  |              | Français                              |
| North Rustico                      | Île-du-Prince-Édouard   |            |                  | Municipalité                             |              | Aucune                                |
| Paquetville                        | Nouveau-Brunswick       |            |                  | Village                                  |              | Français                              |
| Petit-Rocher                       | Nouveau-Brunswick       |            |                  | Village                                  |              | Français                              |
| Pointe-Verte                       | Nouveau-Brunswick       |            |                  | Village                                  |              | Français                              |
| Rexton                             | Nouveau-Brunswick       |            |                  | Village                                  |              | Français et anglais                   |
| Richibouctou                       | Nouveau-Brunswick       |            |                  | Ville                                    |              | Français et anglais                   |
| Rivière-Verte                      | Nouveau-Brunswick       |            |                  | Village                                  |              | Français                              |
| Rogersville                        | Nouveau-Brunswick       |            |                  | Village                                  |              | Français                              |
| Saint-André                        | Nouveau-Brunswick       |            |                  | Communauté rurale                        | 2006         | Français                              |
| Sainte-Anne-de-Madawaska           | Nouveau-Brunswick       |            |                  | Village                                  |              | Français                              |
| Saint-Antoine                      | Nouveau-Brunswick       |            |                  | Village                                  |              | Français                              |
| Saint-Félix                        | Île-du-Prince-Édouard   |            |                  | Municipalité                             |              | Aucune                                |
| Saint-François-de-Madawaska        | Nouveau-Brunswick       |            |                  | Village                                  |              | Français                              |
| Saint-Hilaire                      | Nouveau-Brunswick       |            |                  | Village                                  |              | Français                              |
| Saint-Isidore                      | Nouveau-Brunswick       |            |                  | Village                                  |              | Français                              |
| Saint-Joseph-du-Moine              | Nouvelle-Écosse         |            |                  | Aucun (inclut dans le comté d'Inverness) |              | Aucune                                |
| Saint-Léolin                       | Nouveau-Brunswick       |            |                  | Village                                  |              | Français                              |
| Saint-Léonard                      | Nouveau-Brunswick       |            |                  | Ville                                    |              | Français                              |
| Saint-Louis                        | Île-du-Prince-Édouard   |            |                  | Municipalité                             |              | Aucune                                |
| Saint-Louis-de-Kent                | Nouveau-Brunswick       |            |                  | Village                                  |              | Français                              |
| Sainte-Marie–Saint-Raphaël         | Nouveau-Brunswick       |            |                  | Village                                  |              | Français                              |
| Saint-Nicholas                     | Île-du-Prince-Édouard   |            |                  | Municipalité                             |              | Aucune                                |
| Saint-Quentin                      | Nouveau-Brunswick       |            |                  | Ville                                    |              | Français                              |
| Shédiac                            | Nouveau-Brunswick       |            |                  | Ville                                    |              | Français et anglais                   |
| Shippagan                          | Nouveau-Brunswick       |            |                  | Ville                                    |              | Français                              |
| Six Roads                          | Nouveau-Brunswick       |            |                  | DSL                                      |              | Aucune (français de facto)            |
| Tide Head                          | Nouveau-Brunswick       |            |                  | Village                                  |              | Français et anglais                   |
| Tignish                            | Île-du-Prince-Édouard   |            |                  | Municipalité                             |              | Aucune                                |
| Tignish Shore                      | Île-du-Prince-Édouard   |            |                  | Municipalité                             |              | Aucune                                |
| Tracadie-Sheila                    | Nouveau-Brunswick       |            |                  | Ville                                    |              | Français                              |
| Tétagouche-Nord                    | Nouveau-Brunswick       |            |                  | DSL                                      |              | Aucune (français et anglais de facto) |
| Tremblay                           | Nouveau-Brunswick       |            |                  | DSL                                      |              | Aucune (français de facto)            |
| Val-Comeau                         | Nouveau-Brunswick       |            |                  | DSL                                      |              | Aucune (français de facto)            |
| Val-d'Amours                       | Nouveau-Brunswick       |            |                  | DSL                                      |              | Aucune (français de facto)            |
| Village-Blanchard                  | Nouveau-Brunswick       |            |                  | DSL                                      | 1984         | Aucune (français de facto)            |
| Village-des-Poirier                | Nouveau-Brunswick       |            |                  | DSL                                      | 1984         | Aucune (français de facto)            |
| Weldford, paroisse de              | Nouveau-Brunswick       |            |                  | DSL                                      | 1966         | Aucune (anglais de facto)             |
| Wellington                         | Île-du-prince-Édouard   |            |                  | Municipalité                             |              | Aucune                                |
| Wellington, paroisse de            | Nouveau-Brunswick       |            |                  | DSL                                      |              | Aucune (français de facto)            |
| Whites Brook                       | Nouveau-Brunswick       |            |                  | DSL                                      |              | Aucune                                |